# Bothriembryon bradshaweri
Bothriembryon bradshaweri é uma espécie de gastrópode  da família Orthalicidae.
É endémica da Austrália.